# Švédsko na Letních olympijských hrách 1936
Švédsko na Letních olympijských hrách 1936 v německém Berlíně reprezentovalo 171 sportovců, z toho 163 mužů a 8 žen. Nejmladším účastníkem byl Björn Borg (16 let, 271 dní), nejstarší pak Gustaf Bergström (47 let, 151 dní). Reprezentanti vybojovali 20 medailí z toho 6 zlatých, 5 stříbrných a 9 bronzových.

## Medailisté
| Medaile | Jméno                                                                                  | Sport             | Disciplína                        |
| ------- | -------------------------------------------------------------------------------------- | ----------------- | --------------------------------- |
| Zlato   | Erik Bladström Sven Johansson                                                          | Kanoistika        | Muži K2 10000 m                   |
| Zlato   | Torsten Ullman                                                                         | Sportovní střelba | Muži 50 metrů libovolná pistole   |
| Zlato   | Rudolf Svedberg                                                                        | Zápas             | řecko-římský do 72 kg             |
| Zlato   | Ivar Johansson                                                                         | Zápas             | řecko-římský do 79 kg             |
| Zlato   | Axel Cadier                                                                            | Zápas             | řecko-římský do 87 kg             |
| Zlato   | Knut Fridell                                                                           | Zápas             | volný styl do 87 kg               |
| Stříbro | Gösta Almgren Birger Cederin Hans Drakenberg Gustaf Dyrssen Hans Granfelt Sven Thofelt | Šerm              | Družstvo mužů kord                |
| Stříbro | Egon Svensson                                                                          | Zápas             | řecko-římský do 56 kg             |
| Stříbro | John Nyman                                                                             | Zápas             | řecko-římský nad 87 kg            |
| Stříbro | Thure Andersson                                                                        | Zápas             | volný styl do 72 kg               |
| Stříbro | Arvid Laurin Uno Wallentin                                                             | Jachting          | Muži třída star class             |
| Bronz   | Henry Jonsson                                                                          | Atletika          | Muži běh na 5 000 m               |
| Bronz   | Fred Warngård                                                                          | Atletika          | Muži hod kladivem                 |
| Bronz   | Erik Ågren                                                                             | Box               | Muži lehká váha 61,2 kg           |
| Bronz   | Tage Fahlborg Helge Larsson                                                            | Kanoistika        | Muži K2 10000 m                   |
| Bronz   | Gregor Adlercreutz Sven Colliander Folke Sandström                                     | Jezdectví         | Družstvo drezura                  |
| Bronz   | Torsten Ullman                                                                         | Sportovní střelba | Muži 25 metrů rychlopalná pistole |
| Bronz   | Einar Karlsson                                                                         | Zápas             | řecko-římský do 61 kg             |
| Bronz   | Gösta Frändfors                                                                        | Zápas             | volný styl do 61 kg               |
| Bronz   | Lennart Ekdahl Martin Hindorff Torsten Lord Dagmar Salén Sven Salén                    | Jachting          | Muži třída 6 m class              |